# Maks Unger
Maks Unger, slovenski dirigent, zborovodja in skladatelj, * 1. september 1888, Središče ob Dravi, † 8. julij 1962, Maribor.

## Življenje in delo
Oče mu je bil šolski upravitelj Pavel, mati mu je bila Matilda (roj. Štajner).
Ljudsko šolo je obiskoval v rojstnem kraju, učiteljišče v Mariboru (1904-1908), maturo pa je opravil v Ljubljani (1908). Po končani srednji šoli je študiral kompozicijo in klavir na konservatoriju v Pragi (1909-1910) ter na Dunaju (1910-1913), kjer je tudi diplomiral. Nato je bil kapelnik Mestnega gledališča v Steyru in letnega gledališča v Mödlingu pri Dunaju (1913-1914); v letih 1914–1918 je kot avstrijski vojak preživel v ruskem ujetništvu. Leta 1918 je kratek čas vodil glasbeno šolo v Petrovsku ob Volgi. Po vrnitvi v domovino je bil dirigent: v ljubljanski Operi (1919-1920) (honorarno je še poučeval na konservatoriju harmonijo, kontrapunkt, kompozicijo in instrumentacijo), v Operi in pri Filharmoniji v Osijeku (1920-1926) (hkrati vodil Mestno glasbeno šolo ter hrvaško pevsko društvo F. Kuhač), pri Narodnem gledališču in Filharmoniji v Sarajevu (1934-1937), pri Filharmoniji v Splitu (1938-1941), ki jo je 1938 ustanovil (skupaj z J. Hatzejem in I. Tijardovićem) ter vodja pevskega zbora Zvonimir. V letih 1926–1934 pa je bil kapelnik mornariškega pihalnega orkestra v Tivtu v Boki Kotorski (tedaj je tudi vodil pevski zbor društva Jadran in bil 1932–1934 direktor glasbene šole društva Sokol), 1937 pa mornariškega pihalnega orkestra in Filharmoničnega društva v Šibeniku (in vodja pevskega zbora Kolo). V letih 1942–1945 je sodeloval v odporniškem gibanju (v NOB od 1943), 1945 je postal direktor glasbenega oddelka Centralnega doma JLA v Beogradu, 1946–1948 pa ravnatelj glasbene šole ter intendant Narodnega gledališča v Splitu. Leta 1948 se je vrnil v Maribor, honorarno poučeval na glasbeni šoli J. Hermanko (1949–1951) ter občasno dirigiral v mariborski operi.
Napisal in objavil je 5 otroških samospevov Iz lirike O. Župančiča (1961), ter pesem Mladi vojak (na svoje besedilo) (1965). Večina njegovih skladb je ostala v rokopisu, mdr. samospevi na besedila: J. Murna (okoli 38), D. Ketteja (okoli 25), O. Župančiča (vsaj 10), več kot 30 različnih pesmic za otroke, klavir, komorna orkesterska dela in še nekatera druga dela. 
Odlikovan je bil z redom zaslug za ljudstvo s srebrnimi žarki in redom bratstva s srebrnim vencem.